# Svenska Klätterförbundet
Der Svenska Klätterförbundet (SKF), deutsch Schwedischer Kletterverband, ist Mitglied im Internationalen Alpenverband UIAA und hat (Stand: 2019) etwa 11.400 Mitglieder.

## Geschichte
Schweden ist seit 1932 Mitglied der UIAA, zuerst über den Svenska Fjällklubben und seit 1973 über den Svenska Klätterförbundet. Der SKF wurde 1973 als Splittergruppe hauptsächlich vom alpinen Teil des Svenska Fjällklubben gegründet.
Da Klettersport in Schweden zu dieser Zeit unbedeutend war, fungierte der SKF zunächst hauptsächlich als Kontaktnetzwerk für Kletterer des Landes und veröffentlichte zudem das Mitgliedsmagazin „Bergsport“. Gegen Ende der 1980er Jahre wurde Klettern zum Leistungssport und 1988 wurde der erste ernsthafte Kletterwettbewerb in Schweden am Stuguberget in Jämtland veranstaltet.
Um den Witterungseinflüssen zu entgehen und den einheimische Kletterern keinen Vorteil zu verschaffen, wurde der Wettkampfbetrieb im Jahr 1989 nach innen verlegt, als im Hotel Ekoxen in Linköping der erste Indoor-Wettkampf, eine Schwedische Meisterschaft, durchgeführt wurde. 1990 wurden Schwedische Meisterschaft und Nationale Meisterschaft an derselben Kletterwand ausgeführt. In den neunziger Jahren stieg das Interesse an Indoor- und Wettkampfklettern und SKF wurde 1995 Mitglied des schwedischen Sportverbands.
Nachdem die zum SKF zugehörigen lokalen Kletterclubs bereits lange Zeit Trainingsaktivitäten organisiert hatten, intensivierte der SKF mit dem zunehmenden Interesse an dieser Sportart seine Kursangebote. Die lokalen SKF-Sektionen hatten ebenfalls bereits Schulungen organisiert. Mit dem Wachstum des Sports tauchten jedoch auch kommerzielle Kurs-Anbieter auf und der SKF sah sich gezwungen, die Kursaktivitäten zu intensivieren. Daher wurden 1991 offizielle Kursstandards eingeführt und ein Jahr später ein System zur Autorisierung von Klettertrainern. Im Jahr 2000 wurde ein überarbeitetes und erweitertes System für die Ausbilderautorisierung eingeführt, das auch Eiskletter- und Indoor-Ausbilder umfasste. Damit wurde das schwedische Zulassungssystem unter der Schirmherrschaft der UIAA an das internationale System angepasst.
Der SKF befasst sich auch mit Sicherheits-, Medizin-, Expeditions-, Wettbewerbs-, Bildungs-, Naturschutz- und Zugangsfragen.